# Quercus libani
La quercia del Libano  (Quercus libani G.Olivier, 1801) è una specie di quercia nativa del Medio e Vicino Oriente, diffuso in Libano, Siria occidentale, Israele settentrionale, Turchia orientale e nella parte settentrionale dell'Iraq e dell'Iran. Appartiene alla famiglia delle Fagaceae.

## Descrizione

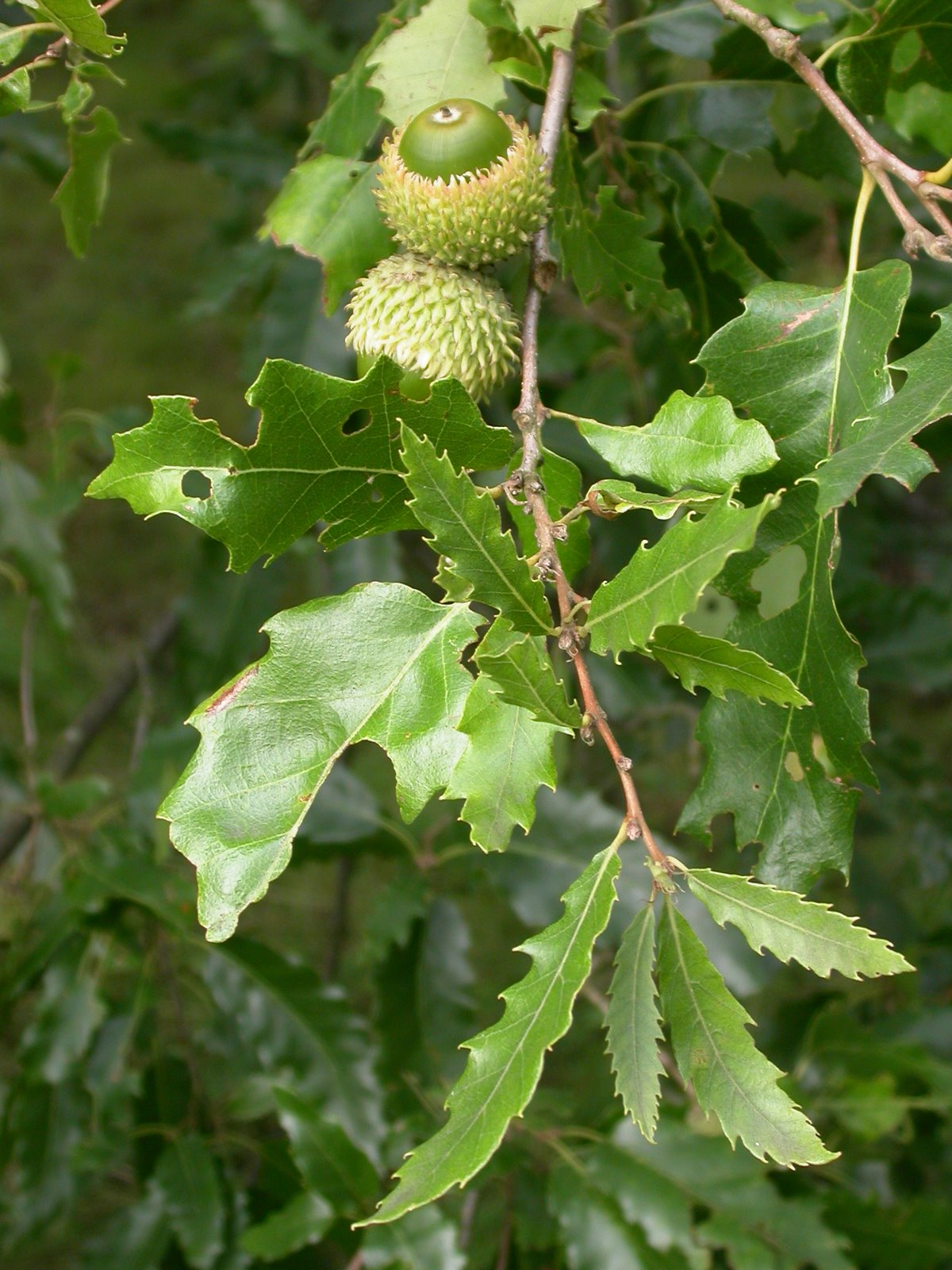
Le foglie e le ghiande.

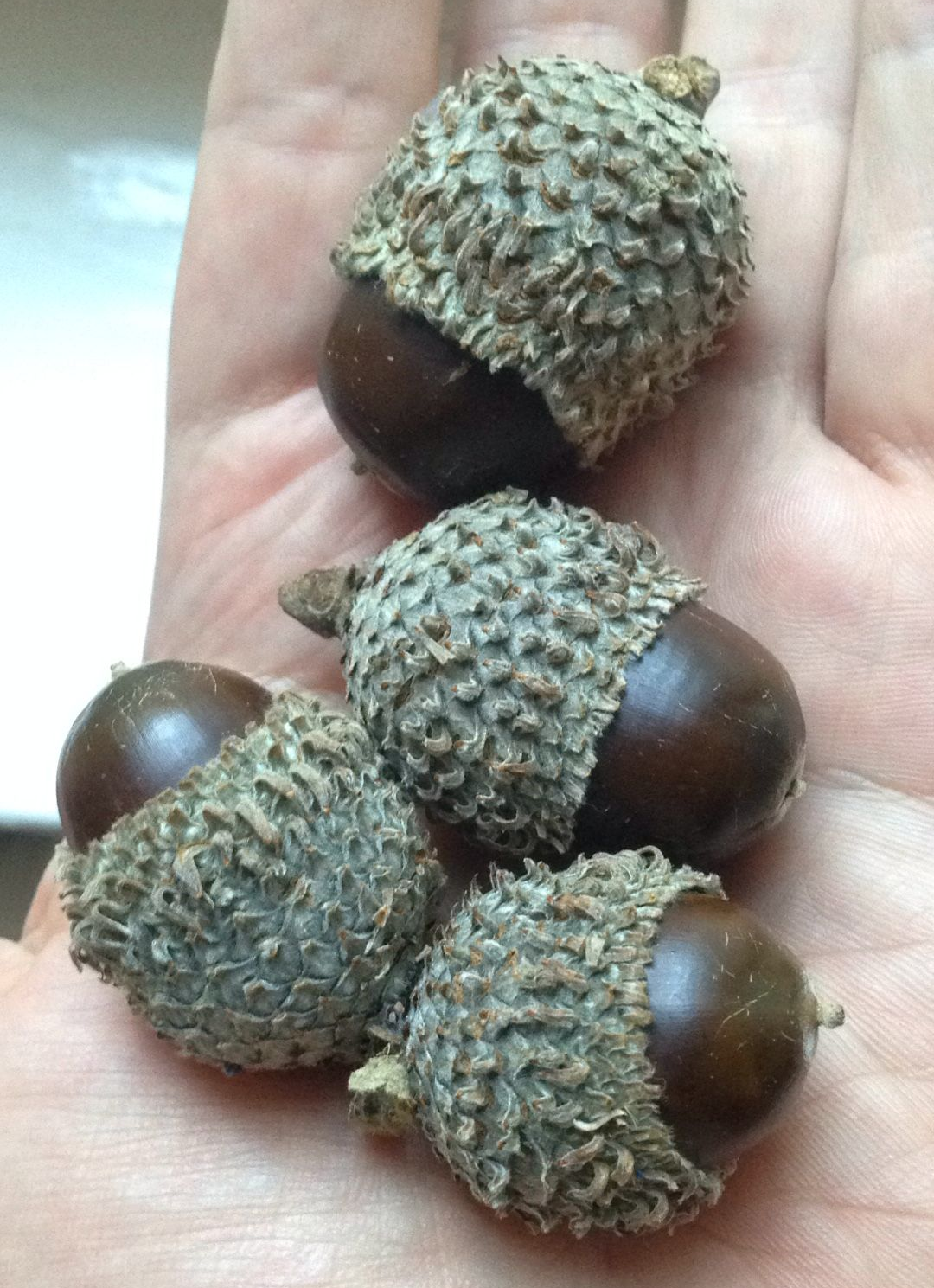
Le ghiande mature.

La quercia del Libano è un albero deciduo monoico.
Fu introdotta in Europa nel 1856.

### Portamento
La quercia non è particolarmente maestosa: cresce tipicamente fino a 8 m di altezza, in alcuni casi si sono registrati esemplari di 10 m.

### Corteccia
La corteccia è grigio scuro con crepe arancioni. I rametti sono di colore marrone oliva.

### Foglie
Le foglie decidue sono di forma lanceolata, di solito asimmetriche, lunghe da 10 a 12 cm e larghe circa 3 cm; hanno da 10 a 12 paia di nervature e denti triangolari sul bordo che terminano con setole corte. La base è arrotondata mentre l'apice è leggermente appuntito.
Il colore è verde scuro lucido sul lato superiore e verde pallido su quello inferiore.

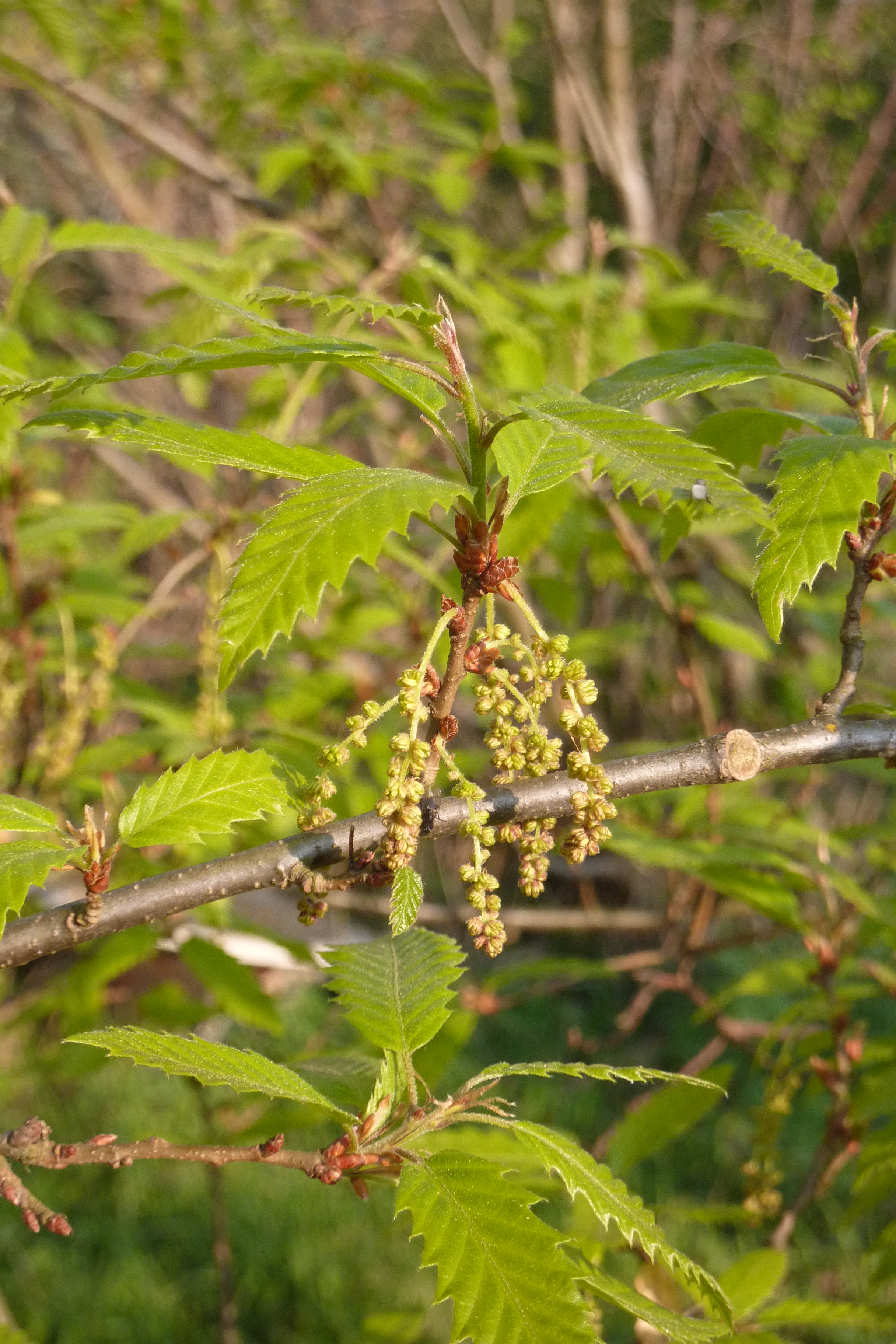
Dettaglio delle infiorescenze.

### Fiori
I fiori sono monoici, vale a dire che l'albero ospita i fiori di entrambi i sessi. Questi sono impollinati dall'azione del vento.
Le ghiande hanno un diametro variabile tra 2 cm e 3,5 cm, coperte da copule per metà della loro lunghezza. Le ghiande poggiano su un gambo molto spesso e corto.

## Usi
Il legno della quercia del Libano è molto duro e resiste all'attacco di insetti e funghi. Viene impiegato nell'edilizia.

### Alimentazione
Le ghiande sono molto amare a causa dell'alta concentrazione di tannini. Il gusto può essere addolcito lavando le ghiande sotto acqua corrente, perdendo però molti minerali benefici.
Le ghiande possono essere seccate e ridotte in polvere per essere usate negli stufati per aumentarne la viscosità o mischiate con cereali per la panificazione. Se tostate le ghiande possono essere usate come sostituto del caffè.

### Proprietà officinali
Le galle prodotte dalle larve di diversi insetti, particolarmente comuni sugli alberi con concentrazioni più alte di tannini, hanno proprietà astringenti ed in passato erano usato come trattamento per emorragie e diarrea. I tannini estratti dalle galle erano usati come coloranti.

### Altri usi
La quercia del Libano è utilizzata come pianta ornamentale per giardini, parchi e progetti di ripristino ambientale, soprattutto in ambiti di xeriscaping, grazie alle ridotte necessità di irrigamento.
La lettiera della quercia è usata come repellente naturale contro insetti erbivori dannosi per altre specie. Il suo pacciame posizionato attorno a piante vulnerabili è efficace contro lumache e larve. Le foglie invece sono efficaci contro la crescita di erbacce. Il pacciame è prodotto in buone quantità in autunno, in occasione della defogliazione.

## Coltivazione
La quercia del Libano tollera molto bene la siccità. Inoltre predilige terreni di limo o argilla, senza particolare predilezione per l'acidità del suolo. Cresce sia esposto direttamente al sole che in parziel ombra; resiste a venti forti ma non alla salsedine marina. È resistente fino alla zona di rusticità 6.
Non tollera disturbi alle radici, quindi gli alberi non devono essere spostati dopo la piantumazione. Infatti la crescita dell'albero è più vigorosa, in termini di velocità di crescita e profondità delle radici, se la ghianda è piantata in situ. Le ghiande vanno piantate poco dopo la maturazione e perdono la loro capacità una volta seccatesi, quindi vanno seminate in un terreno umido e fresco al riparo dai roditori fino alla piantumazione.